# Anarchisme au Québec
L'anarchisme regroupe plusieurs courants de philosophie politique développés depuis le XIXe siècle sur un ensemble de théories et de pratiques anti-autoritaires fondées sur la démocratie directe et ayant la liberté individuelle comme valeur fondamentale.

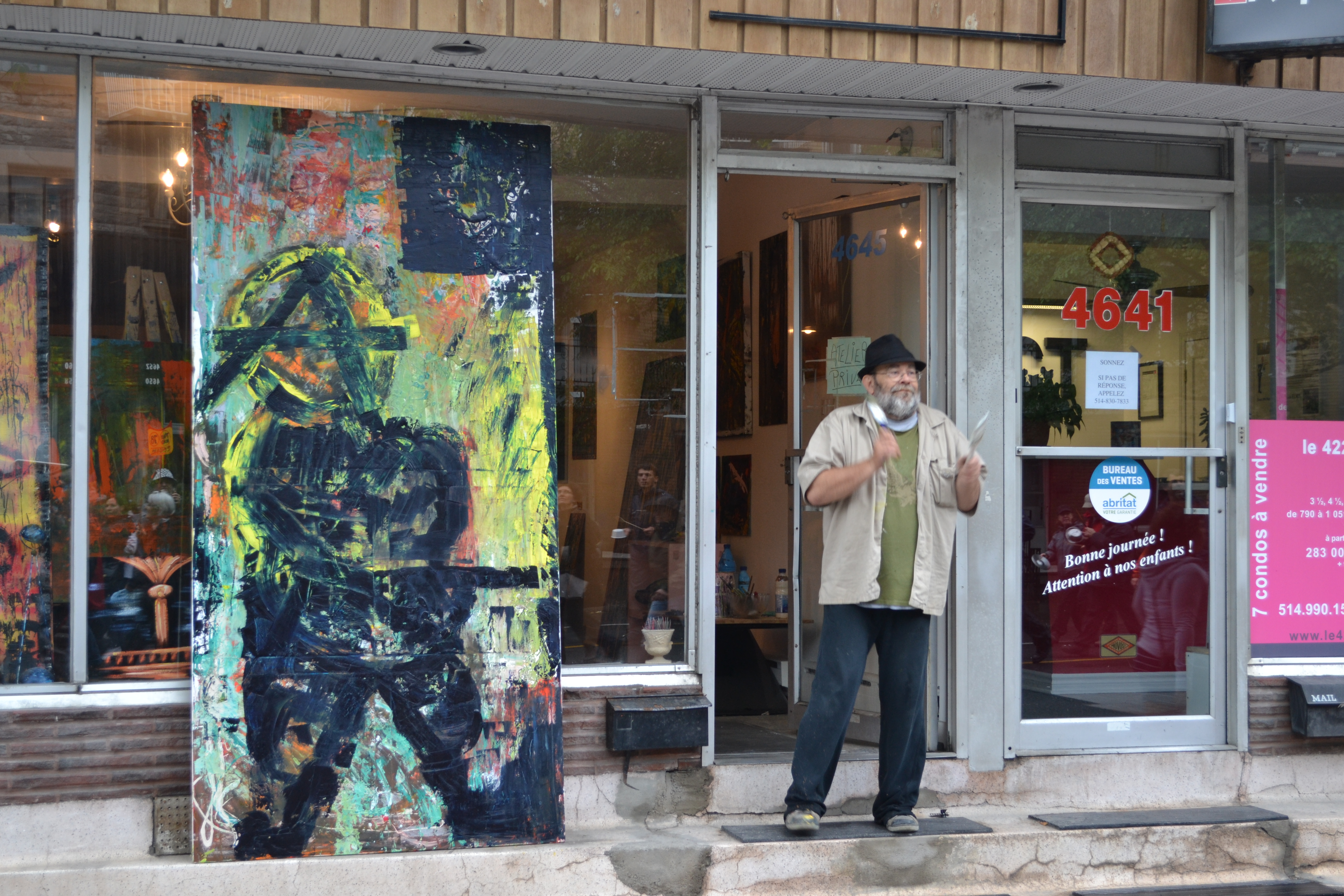
Manifestations étudiantes à Montréal (Québec) le 2 juin 2012.

Point de convergence entre les cultures de luttes françaises et anglo-saxonnes, Montréal abrite une diversité de tendances, organisations et de collectifs anarchistes, libertaires et anti-autoritaires, influencé par des anarchistes du monde entier.
Les luttes anarchistes au Québec sont influencées par plusieurs autres luttes connexes, comme les mouvements féministes, les mouvements antiracistes, les luttes autochtones et les mouvements écologistes.

## Histoire
Le Québec a connu une histoire anarchiste décousue mais soutenue au fil des décennies. Les groupes et tendances de l'anarchisme à la fin du XIXe siècle et au début XXe se composent entre autres de communards et communardes, de chevaliers du travail et du mouvement anarchiste juif venant notamment d'Europe de l'Est et participant à organiser les mouvements de grève à Montréal et ailleurs au Québec. La première manifestation du 1er mai à Montréal date de 1906.
Une résurgence de l'anarchisme revient avec les mouvements artistiques des années 1950-60. Le Refus Global, publié en 1948 est un des manifestes artistiques les plus marquants du Québec et son auteur Paul-Émile Borduas est considéré comme anarchiste. La grève étudiante d'octobre 1968 et les féministes radicales des années 1970 peuvent être considérés comme influencés par certains principes anarchistes et libertaires.
1990-2001
À partir des années 1990, les anarchistes francophones délaissent de plus en plus le mouvement pour l'indépendance du Québec, se retournant vers des courants punks, féministes, écologistes, antiraciste, anti-autoritaire et antimondialistes, culminant en 2001 avec les manifestations contre le Sommet des Amériques de Québec.
En février 1994, naît le journal Démanarchie. Idéologiquement et esthétiquement, Démanarchie est bien ancré dans la mouvance anarcho-punk, telle que représentée par les groupes britanniques Crass et Subhumans. Lorsque le dernier numéro est publié en novembre 1997, le journal était alors tiré à 3000 exemplaires.
À partir de l'été 1996, le collectif de minuit se forme pour s'opposer au changement de la place Émilie-Gamelin (carré Berri) en parc du même nom. Ce changement avait pour but de déloger les itinérantEs et la jeunesse marginale qui occupaient le parc de nuit. Plusieurs "snacks de minuit" furent servis et la répression fut dure. Un recours contre la Ville de Montréal fut intenté et finalement gagné en 2011.
Le 15 mars 1997 marque la première manifestation internationale contre la brutalité policière, organisé par le collectif opposé à la brutalité policière (COBP) et maintenant par le collectif du 15 mars. Ce rassemblement se déroule chaque année depuis, dénonçant notamment les assassinats fait par la police de la ville de Montréal (SPVM) et les abus policiers commis au Québec.
Ce mouvement culmine avec la mobilisation contre le sommet des Amériques à Québec, en 2001. La contestation s'inscrit dans le courant altermondialiste / antimondialiste, s'inspirant notamment de la naissance du mouvement zapatiste, des manifestations de 1999 à Seattle et du rassemblement de Gênes en 2001 contre le sommet du G8. Les manifestants et manifestantes se rassemblent sous le slogan : « Non à la ZLÉA ». Les mouvements de protestation contre le Sommet de Québec (aussi appelés A20) rassemblent plus de 50 000 manifestants provenant de partout en Amérique.
En 2001, a lieu la toute première édition du Salon du livre Anarchiste de Montréal, qui se tient à chaque année depuis. C'est le plus grand salon du livre anarchiste en Amérique du Nord.
En juillet 2001 des anarchistes montréalais, dont les membres des Red and Anarchist Skinheads (RASH), participent au squat Overdale, une occupation de 6 jours contre la destruction du dernier bâtiment d'un ancien quartier pauvre du centre-ville. L'occupation se déplaça ensuite au squat Préfontaine et dura de août à octobre, avant d’être brutalement expulsée par la police anti-émeute.
Au tournant de l'an 2000, une partie de la mouvance anarchiste se tourne vers une organisation en collectifs affinitaires, tandis qu'une autre partie se tourne vers le modèle fédératif de la NEFAC, qui s'organise à travers le Nord-est de l'Amérique. On voit naitre différents groupes tels le Collectif Émile-Henry, la Main Noire, Le Mortier, le groupe libertaire Frayhayt ou Les Sorcières ainsi que des groupes plus radicaux et underground.
Les années suivantes amènent aussi plusieurs contestations contre la guerre et le militarisme, spécifiquement contre les guerres d’Afghanistan et d'Irak dans une vision antimilitariste et anti-impérialiste. Notamment par le collectif Guerre à la guerre.
2005-2015: Grèves étudiantes et organisations larges
La grève étudiante de 2005 fut marquante pour une partie du mouvement anarchiste montréalais. Elle entraînera l'émergence du RAME, Réseau anarchiste en milieu étudiant, qui dura quelques années.
En 2008, l'Union communiste libertaire (UCL) est fondée à Montréal. Celle-ci est née de sa séparation de la Fédération des communistes libertaires du Nord-Est (NEFAC). Cette séparation eut lieu afin d'éviter les problèmes de différences socio-économique, géographique et linguistique rencontrés précédemment au sein de la NEFAC (qui changea de nom pour Common Struggle en 2011). L'Union communiste libertaire s'est dissoute le 1er mars 2014. À la suite de la dissolution, une partie de ses membres va joindre la section montréalaise de l'IWW, fondé en 2007 mais qui gagna en importance en 2015.
La grève générale étudiante de 2012, qui dura plus de 6 mois, fut influencé par les anarchistes. Certains principes forts de la grève, tel la non-dénonciation et la diversité des tactiques, permirent aux anarchistes de se tailler une place, aux travers d'actions furtives, des "manifs de nuits" et de blocages économiques. Certains arborèrent le "carré noir", en plus ou à la place du carré rouge étudiant. Plusieurs lieux comme la Déferle, La belle époque, la maison de la grève et d'autres existèrent à travers ou à la suite de cette grève.
La grève étudiante de 2015, sera influencée par les tendances anarchisantes de la grève de 2012, notamment par l'organisation en comités autonomes, agissant à côté des associations étudiantes. La grève sera qualifiée de grève sociale, appuyé par des syndicats et dénonçant les mesures sociales d'austérité et d'exploitation des hydrocarbures. Le Syndicat Industriel des Travailleurs et Travailleuses (SITT-IWW) participa aussi à la grève. Quoique moins suivie, puisque débutant sur des bases autonomes et plus radicales, la grève permit des manifestations de nuits de plusieurs dizaines de milliers de personnes, ainsi que des grèves partout à travers la province.
Depuis quelques années, les anarchistes cherchent à amener leur soutien aux luttes des peuples autochtones. Montréal, appelé historiquement Tio'tia:ke, est un lieu d'échanges de divers peuples autochtones, notamment les Mohawks. Le philosophe mohawk Taiaiake Alfred cherchera à faire des ponts entre les traditions autochtones et l'anarchisme.

## Organisations et collectifs
Les organisations et collectifs anarchistes apparaissent et disparaissent pour la plupart rapidement. Dû à la répression étatique, il y a souvent une certaine forme d'anonymat et dû à leur opposition à l'État, sont presque exclusivement bénévole, ce qui entraine une disparition rapide des collectifs. Le collectif et média Résistance Montréal tient une liste à jour des collectifs.

### Collectifs actifs hors Montréal
- Collectif Emma Goldmann[20] (2008–présent) (Saguenay)
- Collectif Le drapeau noir (Sherbrooke)
- Collectif la Camarine (Bas St-Laurent)
- Réseau Libertaire Brume Noire (Gaspésie)
- Collectif Brasse-Ville (Québec)[21]
- La Page noire, bibliothèque et librairie anarchiste (Québec)

### Collectifs et Organisation actives à Montréal
- Black Flag Combat Club (BFCC) club de combat et de défense autogéré qui organise des séances d’entraînement de combat sur des principes libertaires.
- Dure Réalité , webzine, label et promoteurs de concerts, le collectif traite de l’ensemble des milieux contre-culturels du Québec et plus particulièrement de Montréal.
- La Convergence des luttes anticapitalistes (CLAC) (en)  groupe qui organise des campagnes et des manifestations, dont celle du 1er mai anticapitaliste.
- La Pointe Libertaire un groupe d’affinité du quartier Pointe-Saint-Charles engagé notamment dans la lutte pour le Bâtiment 7
- Red and Anarchist Skinheads (RASH)- Montréal, un collectif de skinheads d'extrême-gauche actif dans la promotion des contre-cultures skinheads et punks et dans l'action antifasciste radicale.
- P!NK BLOC Montréal
- Comité Libertad du cégep du Vieux-Montréal
- Les Apatrides Anonymes, sensibilisation et dénonciation des politiques canadiennes en matière d’immigration et de sécurité nationale, et contre le racisme sous toutes ses formes.
- La Mandragore, bibliothèque trasnféministe & queer
- Bouffe contre le fascisme
- Collectif Opposé à la Brutalité Policière (COBP) est un groupe autonome qui regroupe des personnes victimes, témoins et/ou concernés par la brutalité policière et tout abus perpétré par la police.
- Coalition contre la répression et les abus policiers (CRAP)
- Defund la police, La Coalition pour le définancement de la police est née en juin 2020, à la suite des meurtres par la police de George Floyd et Breonna Taylor aux États-Unis, et Chantal Moore et Regis Korchinski-Paquet au Canada.
- Les Insoumises, collectif féministe punk intersectionnel
- Organisation révolutionnaire anarchiste (ORA), organisation regroupant des militant·es anti-autoritaires, anti-capitalistes, anti-oppressif·ves et écologistes
- Prisoner Correspondance Project, projet de solidarité pour les prisonniers gays, lesbiennes, transsexuels, transgenres, gendervariants, bispirituels, intersexués, bisexuels et queers au Canada et aux États-Unis
- Rage Climatique, Coalition réunissant différents individus et groupes écologistes s'organisant sur des bases anticapitalistes

### Organisations disparues ou inactives
liste non-exhaustive

#### Organisations nationales
- Fédération des communistes libertaires du Nord-Est (NEFAC)
- Réseau Anarchiste en Milieu Etudiant (2005–2007)
- Union communiste libertaire (novembre 2008-1er mars 2014)

#### Ville de Québec
- Ainsi squattent-elles ! (2007-2013)
- Collectif de Minuit (défunt)
- Dada a faim (défunt)
- Groupe anarchiste Émile-Henry[22] (défunt)
- La Rixe (défunt)
- Librairie anarchiste La Page Noire (défunt)

#### Sherbrooke
- Collectif anarchiste Le drapeau noir
- Collectif anarchiste L’Accolade (défunt)[23]
- Collectif du 19 juillet (défunt)[23]
- Fédération anarchiste le pavée (défunte)
- Le Collectif Anarchiste du Cégep de Sherbrooke (défunt)

#### Collectifs, lieux et organisations disparues ou inactives de Montréal
- Anarchistes pour des technologies solidaires
- Collectif La Commune
- Le CEDAS Collectif d’éducation et de diffusion anarcho-syndicaliste.
- Ensemble de l'insurrection chaotique
- La RueBrique (Le Sud-Ouest)
- Groupe libertaire Frayhayt[22]
- Groupe Main Noire[22]
- Les Panthères roses
- Liberterre
- Réseau de Solidarité des Travailleurs-euses
- Les Chats noirs
- Le Poing d'exclamation
- Bloc des auteurs anarchistes
- Apatrides anonymes
- Collectif Libertad
- Collectif anarcha-féministe Les Sorcières
- Montreal Sisterhood
- Coop Touski
- Coop les Récoltes
- Espace social anarchiste La Déferle
- Collectif Première Ligne
- L'Ensemble de l'insurrection chaotique

#### Ailleurs au Québec
- Collectif La Barricade (défunt) (Drummondville)
- Collectif Les Va-nu-pieds (défunt) (St-Georges de Beauce)
- Collectif Reclus-Malatesta (défunt) (Joliette)
- Collectif Communauterre (défunt) (Drummondville)

## Espaces antiautoritaires
- Librairie L'Insoumise, librairie anarchiste de Montréal. Elle a ouvert ses portes en novembre 2004, quelques mois après la fermeture de la librairie Alternative.
- DIRA, bibliothèque et centre de recherche sur l'anarchisme. Acronyme pour Documentations, Informations, Références et Archives, elle est située dans le même bâtiment que l'Insoumise.
- Les Révoltes, espace féministe et anti-oppressif en mixité choisie située dans le même bâtiment que l'Insoumise
- Bâtiment 7 lieu de partage et de rassemblement communautaire gagné à la suite de l'occupation du bâtiment en 2003.
- L'Achoppe lieu autogéré et espace social anarchiste dans Hochelaga depuis 2013
- Le Frigo vert, espace alimentaire, communautaire, anticapitaliste, anti-oppression des étudiants de l'Université Concordia

## Médias
- Résistance Montréal[24] un agrégateur de nouvelles antiautoritaires, un bottin des collectifs et un calendrier propre à Montréal
- Montréal Contre-info Communication autonome pour la lutte contre l’autorité une plateforme qui publie les textes, images et vidéos qui lui sont soumis, la plupart du temps anonymement.
- Sub.media, ensemble de production vidéo, qui vise à promouvoir des idées anarchistes et anticapitalistes et à aider les luttes sociales par la dissémination de films et vidéos radicaux.
- Montreal Antifasciste  Groupe luttant contre les discours et organisations racistes et xénophobes à Montréal.
- Redblackflag.org (disparu)
- Indymédia Montréal (disparu)
- contrepoints.media (disparu)

### Journaux
- La Mauvaise Herbe, journal anticivilisationnel
- Anarkhia journal anarchiste synthétiste (disparu)
- Démanarchie (disparu)
- Demolition Derby journal insurrectionnelle (disparu)
- Le Trouble (disparu)
- Our Generation (en), semestriel paru entre 1961 et 1994
- Terre et Liberté, journal éco-anarchiste publié par le collectif Liberterre (disparu)
- Liberté ouvrière un blogue et journal anarcho-syndicaliste.

## Événements annuels
- Salon du livre anarchiste Événement annuel à la fin mai depuis 2000[25], tables tenues par divers groupes, ateliers, exposition d’Art[26],[27].
- Festival International de Théâtre anarchiste de Montréal (FITAM)
- Revolution Fest  Festival de musique. (octobre)
- Festival Entractes, arts vivants indisciplinés (octobre)
- Manifestation contre la brutalité policière (15 mars)
- Manifestation anticapitaliste du premier (mai 1 mai)
- Brulances, festival queer radical (juin)
- Carnaval anarchiste (juin)

## Sources
- Francis Dupuis-Déri, Pistes pour une histoire de l’anarchisme au Québec, Bulletin d'histoire politique, Association québécoise d'histoire politique, volume 16, no 2, texte intégral.
- Michel Antony, Anarchisme canadien, mouvements et utopies libertaires, 1995-2014, texte intégral.
- Marc-André Cyr, La Presse anarchiste au Québec (1976-2001), Éditions Rouge et Noir, Montréal, 220pp., texte intégral.
- Mathieu Houle-Courcelles, Sur les traces de l’anarchisme au Québec (1860-1960), Lux, Montréal, 2008, 280pp.
- Michel Nestor, Sur les traces de l’anarchisme au Québec : les années 1940, Ruptures, no 5, printemps 2005, texte intégral.
- Michel Nestor, Sur les traces de l’anarchisme au Québec : les années 1950, Ruptures, no 6, printemps 2006 , texte intégral.
- Collectif, La révolution est possible : Portrait de groupes autogérés libertaires au Québec, Possibles, no 31, 2007, lire en ligne.
- Nicolas Phébus La mouvance anars québécoise, une présentation  texte intégral.
- Collectif, La révolution est possible : Portrait de groupes autogérés libertaires au Québec, Possibles, no 31, 2007, lire en ligne.
- Nicolas Phébus La mouvance anars québécoise, une présentation  texte intégral.
- Collectif, À gauche de la gauche, Le Délit, 2008, lire en ligne.